# Odysséas Elýtis
Odysséas Alepoudélis (en griego: Οδυσσέας Αλεπουδέλης), conocido por su seudónimo Odysséas Elýtis (Οδυσσέας Ελύτης; Heraclión, 2 de noviembre de 1911-Atenas, 18 de marzo de 1996) fue un poeta griego, ganador del Premio Nobel de Literatura en 1979, considerado como uno de los renovadores de la poesía griega en el decurso del siglo XX. 
En el contexto de la literatura griega, pertenece a la generación literaria de los años 1930 y fue distinguido en 1960 con el Premio Nacional Griego de Poesía. Es conocido, especialmente, por su extenso poema de 1959 To axion estí (traducido como Dignum est en su versión en español). Fue denominado «El Poeta de la Luz» debido al rol central que esta desempeña en su poesía.
Su obra se conoce fuera de Grecia a través de recopilaciones que recogen, traducidos, muchos de sus poemas, aunque su obra incluye también traducciones de poemas y obras de teatro. Fue miembro de la Unión Griega de Críticos de Arte y de la Sociedad Europea de Críticos, representante de los "Rencontres Internationales" de Ginebra y del "Incontro Romano della Cultura" de Roma.

## Biografía

### Los primeros años

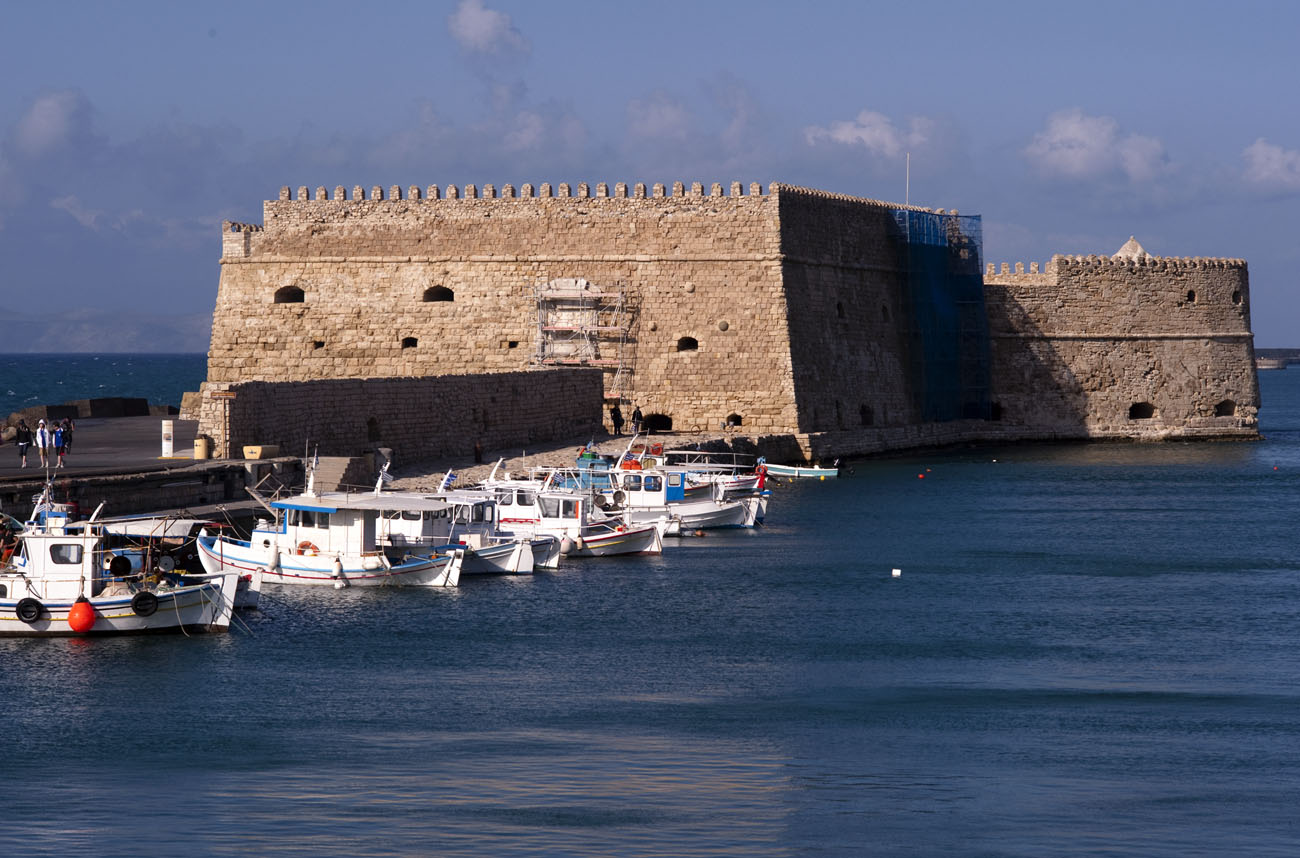
"Con ancho pie pisó en las aguas el orgulloso y gran Torreón. La Línea del Horizonte fulguró visible y densa e impenetrable." To Axion Esti, El Génesis, Himno I. Con estos versos, Elytis hace referencia a la Fortaleza Veneciana que se alza a la entrada del Puerto de Heraclión, lugar de nacimiento del poeta.

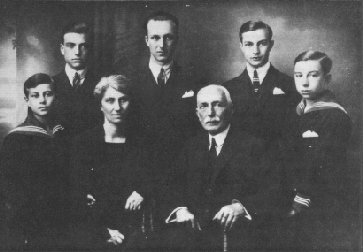
La familia Alepoudélis en 1917

Odysséas Elýtis nació el 2 de noviembre de 1911 en Heraclión (Creta). Fue el más pequeño de los seis hijos de Panayiotis y María Braná. Su padre procedía del pueblo de Kalamiaris de Mitilene y se estableció en la ciudad de Heraclion en 1895, cuando en colaboración con su hermano fundó una fábrica de jabón y refinamiento de aceite de orujo. El antiguo apellido Alepoudélis era Lemonós, el cual más tarde se transformó en Alepós. Su madre procedía de Pápado de Mitilene.
En 1914, su padre trasladó sus fábricas al puerto del Pireo y su familia se instaló en Atenas. Odiseas Elitis se inscribió en 1917 en el colegio privado D. N. Makrí, donde estudió durante siete años, teniendo como profesores entre otros a I. M. Panayiotópulos y a I. T. Kakridís. Los primeros veranos de su vida los pasó en Creta, en Mitilene y la isla Spetses.
En noviembre de 1920, tras la caída de Venizelos, su familia hizo frente a diversas persecuciones que culminación con la detención de su padre, a causa de su apoyo a las ideas de Venizelos. Este tenía estrechas relaciones con la familia y se había sido alojado a menudo en su casa en la finca de Aklidiú. En 1923 viajó toda la familia por Europa, visitando Italia, Suiza, Alemania y Yugoslavia. En Lausana el poeta tuvo la oportunidad de conocer de cerca a Eleftherios Venizelos.
En el otoño de 1924 se inscribió en el Tercer Gimnasio Masculino de Atenas y colaboró en la revista La Formación de los Niños (en griego Η Διάπλασις των Παίδων), utilizando diferentes seudónimos. Como él mismo confiesa (Elitis da muchos datos autobiográficos en su libro Papeles abiertos), conoció por primera vez la literatura neogriega cuando ya había leído muchas obras universales del pensamiento. De hecho, gastaba todo su dinero en comprar libros y revistas. Aparte de su dedicación a la literatura, participó activamente en excursiones a las montañas del Ática y, como contrapeso a su disposición a la lectura, practicó el atletismo. Incluso los libros que compraba tenían que tener una relación con la naturaleza griega: Kambúroglu, K. Pasayanis, St. Granitsas y una obra en tres tomos Viaje a Grecia. En la primavera de 1927 el agotamiento y una adenopatía lo forzaron a abandonar la actividad deportiva inmovilizándolo en la cama durante tres meses. A ello siguieron unos leves síntomas de enfermedad neurológica, y más o menos en esa misma época se volvió definitivamente hacia la literatura, suceso que coincidió con la aparición de varias revistas sobre la nueva literatura griega como El Nuevo Hogar (Νέα Εστία) y Letras Griegas (Ελληνικά Γράμματα).
En el verano de 1928 recibió el título de bachillerato con una calificación de 7. Presionado por sus padres, eligió estudiar química, acudiendo a varias academias privadas para preparar los exámenes de ingreso del curso siguiente. Durante el mismo periodo se puso en contacto con la obra de Kavafis y Kalvos renovando su conocimiento de la antigua poesía celta. Paralelamente descubrió la obra de Paul Éluard y de los surrealistas franceses, que ejercieron una importante influencia en sus ideas sobre la literatura, según sus propias palabras: «[...] me obligaron a prestar atención y a reconocer decididamente las posibilidades que presentaba, en la sustancia de su ejercicio libre, la poesía lírica».

### Literatura

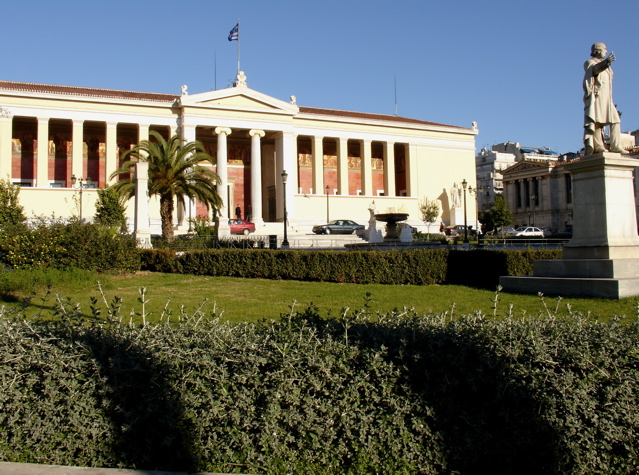
Después de comenzar Derecho en la Universidad de Atenas, Elytis comienza a decidirse por el mundo de las letras.

Bajo la influencia de su gusto por la literatura, renunció a su intención de dedicarse a la química y en 1930 se matriculó en la facultad de Derecho de la Universidad de Atenas. Cuando en 1933 se fundó en la universidad el Grupo de Filosofía Ideocrática (en griego Ιδεοκρατική Φιλοσοφική Ομάδα), con la colaboración de Konstantinos Tsatsos, Panagiotis Kanellopulos, Ioanis Theodorakópulοs y Ioanis Sykutrís, Elytis era uno de los representantes de los estudiantes, colaborando en la organización de las “reuniones del sábado”. Durante la misma época conoció la poesía contemporánea griega de Emmanuil Késaros (como La flauta discordante,  Παράφωνο Αυλό), la recopilación de poemas En el placer de la escapada (Στου γλιτωμού το χάζι) de Theodoros Doru, El retorno (Η Στροφή), obra de Giorgos Seferis de 1931 y Los poemas (Τα ποιήματα), obra de Nikitas Randu de 1933. Con entusiasmo, continuó paralelamente con sus vagabundeos por Grecia, los cuales describe él mismo: "Auténticos pioneros, día tras día proseguíamos en ayunas y sin afeitar, agarrados al volante de un moribundo Chevrolet, subiendo y bajando colinas de arena, atravesando marismas, en medio de nubes de polvo y bajo despiadados chaparrones, superábamos incesantemente todos los obstáculos y devorábamos los kilómetros insaciablemente, que solamente nuestros veinte años y nuestro amor hacia esta tierra que descubríamos, podían justificar".
Durante el mismo periodo se relacionó estrechamente con Giorgos Sarandaris (1908-1947), quien alentaba en sus tentativas poéticas, cuando todavía Elιtis vacilaba sobre publicar sus obras, mientras se ponía en contacto con el círculo de Nuevas Letras (Νέα Γράμματα, revista que existió entre 1935-1940 y en 1944). Esta revista, con Andreas Karandonis como director y numerosos colaboradores y escritores griegos dignos de mención, tanto veteranos como jóvenes (Giorgos Seferis, Georgios Theotokás, Ángelos Terzakis, Kosmás Politis, Ángelos Sikelianós, etc), introdujo en Grecia las tendencias modernas de poesía y literatura y dio a conocer al público lector jóvenes poetas, con la traducción de sus obras representativas o con artículos informativos de su poesía. Llegó a ser el órgano intelectual de la generación del 30 que acogió en sus columnas todos los elementos vanguardistas, juzgando favorablemente y presentando las creaciones de los nuevos poetas griegos.

### Nuevas Letras

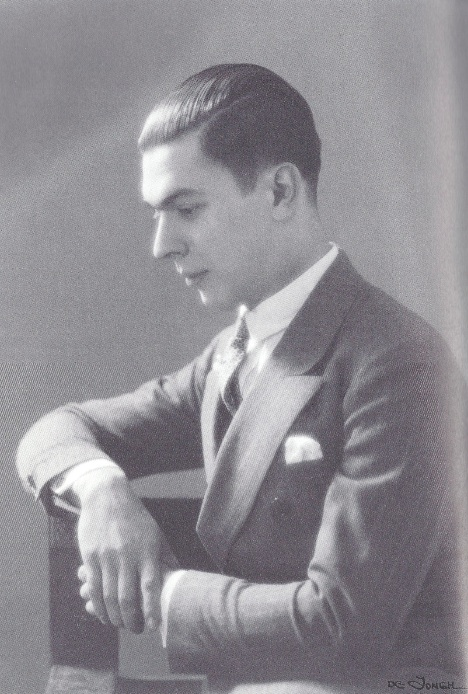
Andreas Embirikos fue un poeta surrealista y el primer psicoanalista griego. Elytis lo conoce en 1935, marcándolo en el ámbito literario.

Como Elitis reconoce, 1935 fue un año especial en su experiencia intelectual. En enero se publicó la revista Nuevas Letras. En febrero conoció a Andreas Embirikos, quien lo caracterizó como “el atleta de fuerte resistencia de la fantasía, con campo de juego todo el universo y zancada el amor. Su obra, cada nueva obra suya, ceñida de un pequeño arcoíris, es una promesa hacia la humanidad, un regalo que si todavía no lo toman todos en sus manos, es sola y exclusivamente debido a su propia indignidad». En el mismo mes Embirikos dio una conferencia sobre el tema “El surrealismo, una nueva escuela poética”, que constituyó también la primera presentación oficial del surrealismo al público griego. Los dos poetas mantuvieron una estrecha amistad, que duró más de 25 años. En marzo del mismo año, aparte de la obra Novela (Μυθιστόρημα) de Seferis, se publicó la recopilación de poemas Alto horno (Υψικάμινος) de Embirikos, con poesía totalmente surrealista. Elitis, nueve años más joven, vio abrirse ante sí de par en par una puerta a una nueva realidad poética, donde podía cimentar con sus propios recursos su edificio poético. Durante la Pascua los dos amigos visitaron Lesbos, donde con la ayuda de los pintores de Mitilene Orestis Kanelis y Takis Eleftheriádis conocieron la técnica del pintor popular Theófilos, que había muerto un año antes.
En el transcurso de un encuentro del círculo de Nuevas Letras en la casa del poeta Giorgos Katsímbalis, los asistentes se guardaron varios manuscritos de Elytis, con la excusa de estudiarlos mejor, y los compusieron tipográficamente a escondidas, presentándoselos más tarde al propio Elytis con el seudónimo de Odysseas Branás, con el objetivo de su publicación. Elytis pidió al principio su retirada dirigiéndose al propio Katsímbalis en una carta personal, pero finalmente fue convencido de publicarlos bajo el seudónimo de Odysseas Elytis.
La publicación de sus primeros poemas en Nuevas Letras se produjo en noviembre de 1935, en el undécimo número de la revista. Elytis publicó además varias traducciones de poemas de Paul Éluard y en el prólogo del artículo presenta tanto a su creador como a su poesía: "Lo que escribe llega enseguida a nuestro corazón, nos golpea en medio del pecho como una ola de otra vida sacada de la suma de nuestros más mágicos sueños". En 1936 el grupo de escritores era más sólido y mayor. Elytis conoció al también poeta Nikos Gatsos, que años más tarde compuso el surrealista Amorgó (Αμοργό). En 1937 hizo el servicio militar en la Escuela de Oficiales de Reserva en Corfú, intercambiándose correspondencia con Nikos Gatsos y Giorgos Seferis, que se encontraban en Korçë (Albania). Poco después de licenciarse, al año siguiente, Mitsos Papanikolau publicó en Nuevas Letras el artículo “El poeta Odysseas Elitis”, que contribuyó a su consagración.
En 1939 abandonó definitivamente sus estudios de Derecho y después de bastantes publicaciones de sus poemas en revistas, se publicó su primera recopilación poética, con el título Orientaciones (Προσανατολισμοί). Al año siguiente, fueron traducidos por primera vez sus poemas a una lengua extranjera, cuando Samuel Baud Bony publicó un artículo sobre la poesía griega en la revista suiza Formes et Couleurs.

### El frente albanés

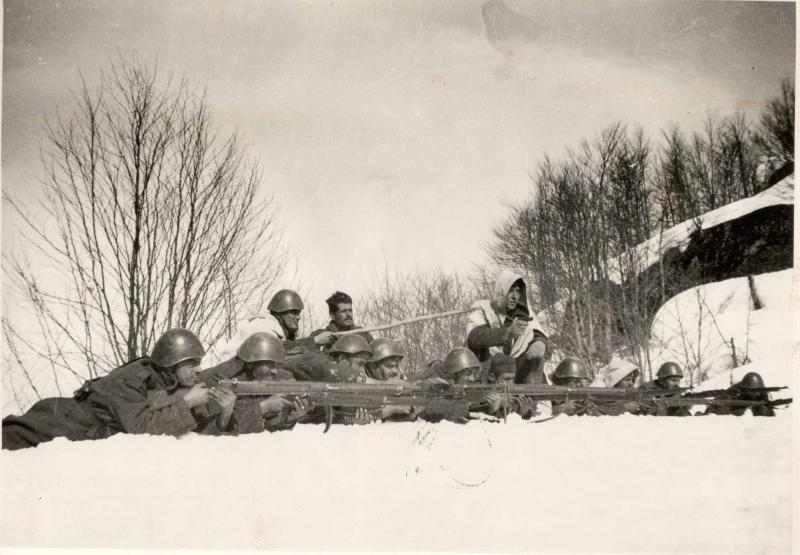
Soldados griegos durante la Ofensiva de Primavera de 1941. Elytis combatió en el Frente Albanés durante la Segunda Guerra Mundial como alférez.

Con el comienzo de la guerra, Elytis se alistó como alférez en la administración del Primer Cuerpo del ejército. El 13 de diciembre de 1940 fue trasladado al frente y el 26 de febrero del año siguiente, fue llevado con un caso grave de tifus al hospital de Ioánina. Durante la ocupación fue uno de los miembros fundadores del “círculo Palamás” (en honor del poeta griego Kostis Palamas) el 30 de mayo de 1943. Allí mismo, en la primavera de 1942, publicó su ensayo La verdadera fisonomía y la audacia lírica de A. Kalvos.
En noviembre de 1943 se publicó la recopilación El sol primero con las variantes encima de un rayo (Ο ‘Ηλιος ο Πρώτος μαζί με τις Παραλλαγές πάνω σε μία αχτίδα), en 6000 copias numeradas, un himno de Elytis a la alegría de la vida y a la belleza de la naturaleza. En Nuevas Letras, que volvió a editarse en 1944, publicó su ensayo Las niñas (Τα Κορίτσια), mientras que desde 1945 comenzó su colaboración con la revista Cuaderno (Τετράδιο), traduciendo poemas de Federico García Lorca y presentando en su primer número su obra poética Canto heroico y fúnebre por el subteniente caído en Albania (Ασμα Ηρωικό και Πένθιμο για τον χαμένο Ανθυπολοχαγό της Αλβανίας). La guerra de los años 40 le dio la inspiración para otras obras: Bondad en las Likoporiés (Καλωσύνη στις Λυκοποριές), Albanesa (Αλβανιάδα) y la incompleta Barbarie (Βαρβαρία). Durante un corto intervalo entre 1945 y 1946 fue nombrado director del programa en la Institución Nacional de la Radio, tras un consejo personal de Seferis, que era director de la Oficina Civil del Arzobispo Damaskinós de Atenas. Colaboró también con la Revista Anglo-Helénica, donde publicó los ensayos “Libertad” y “Diario” (Ελευθερία y Καθημερινή) y mantuvo hasta 1948 una columna de crítica del arte.

### Europa

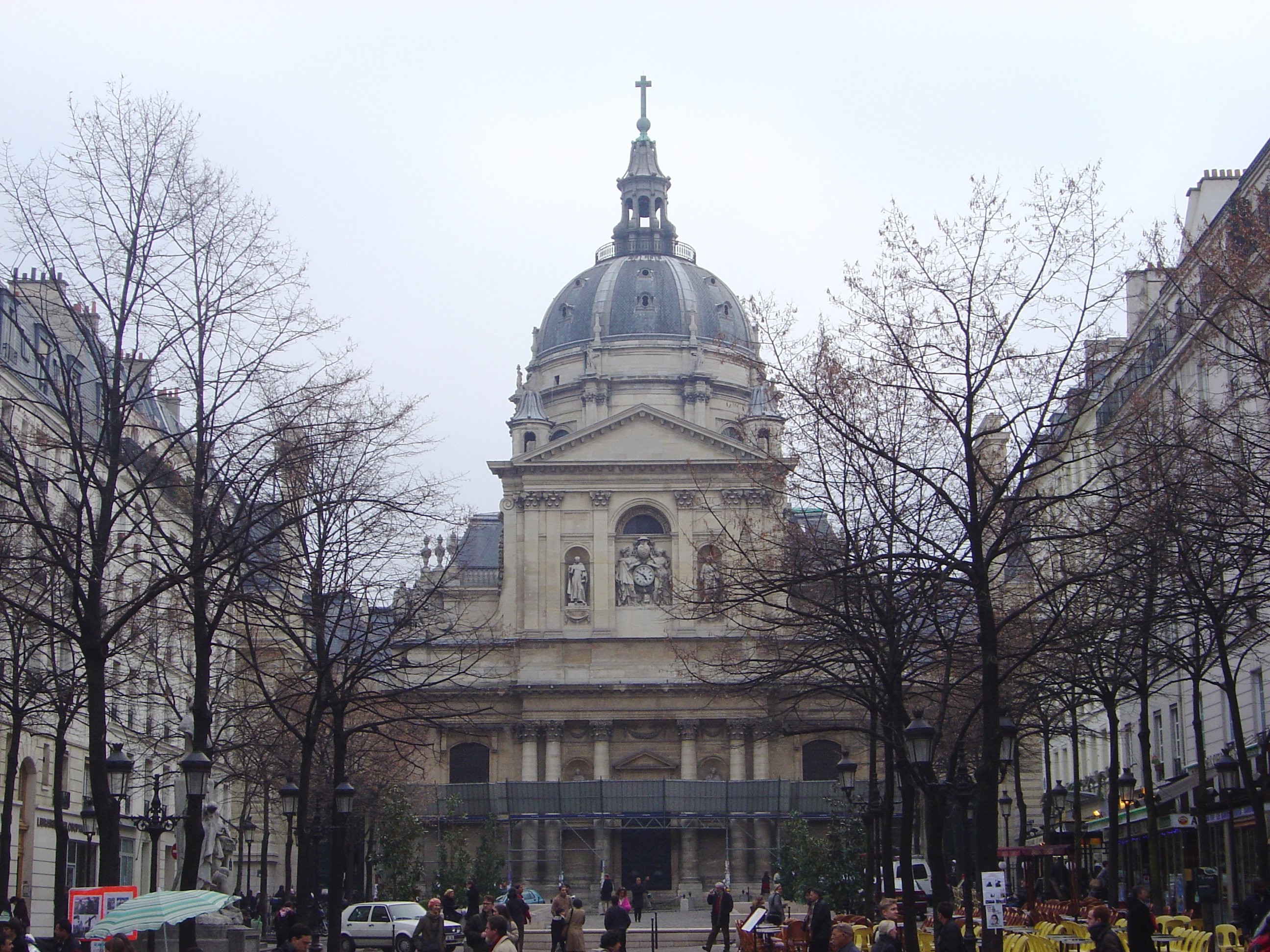
En La Sorbona, Elytis estudió filosofía.

En 1948 viajó a Suiza, para instalarse luego en París, donde cursó clases de filosofía en la Sorbona. Describiendo las impresiones de su estancia en Francia, comenta sus sentimientos y pensamientos: "Un viaje que me llevaría más cerca del origen del arte moderno, pensaba. Sin contar con que me traería al mismo tiempo más cerca de mis viejos amores, en los centros donde habían actuado los primeros surrealistas, en los cafés donde se habían discutido los Manifiestos, en la rue de l’Odeon y en la Place Blanche, en Montparnasse y Saint Germain des Pres". En París fue miembro fundador de la Asociación Internacional de Críticos de Arte y tuvo la oportunidad de conocer a André Breton, Paul Éluard, Albert Camus, Tristan Tzara, Pierre Jean Jouve, Joan Miró y otros artistas e intelectuales
Con la ayuda del crítico de arte anglo-heleno Tériade, quien fue el primero en reconocer el valor de la obra del compatriota Theófilos, conoció a los grandes artistas Henri Matisse, Marc Chagall, Alberto Giacometti, Giorgio de Chirico y Pablo Picasso, sobre cuya obra escribió más tarde artículos y a quien dedicó el poema Oda a Picasso. En el verano de 1950 viajó a España para luego residir en Londres desde finales de 1950 a mayo de 1951, donde colaboró con la BBC realizando cuatro discursos radiofónicos. Un poco antes había comenzado a componer To axion estí.

### Regreso a Grecia

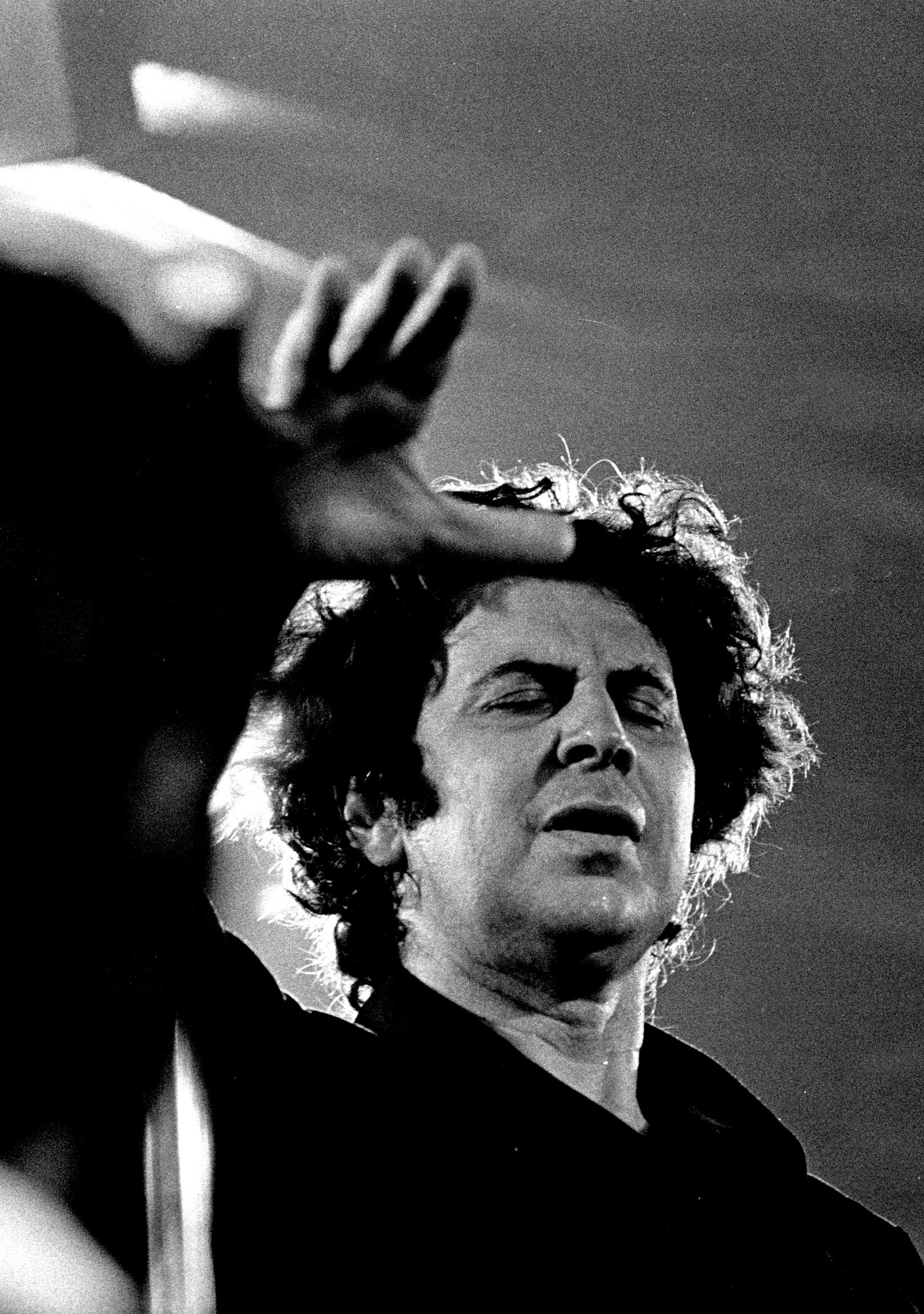
Mikis Theodorakis estrena la musicalización de To axion estí en 1964. De este modo, la obra de Elytis logra salir de los ámbitos intelectuales y literarios, haciéndose masiva.

Después de su regreso a Grecia, en 1952, se convirtió en miembro del “Grupo de los 12”, que anualmente concedía premios de literatura, del cual dimitió en marzo de 1953 para regresar dos años más tarde. Asumió de nuevo durante un año la dirección del programa EIP, nombrado por el gobierno de Aléxandros Papagos, puesto al que renunció al año siguiente. Al final del año, se convirtió en miembro de la Sociedad Europea de la Cultura en Venecia y miembro del consejo de administración del Teatro del Arte (Ο Θέατρος Τέχνης) de Károlos Koun.
En 1958, después de un periodo de silencio de alrededor de 15 años, se publicaron extractos del To áxion estí en la revista Examen del arte (Επιθεώρηση Τέχνης). En marzo de 1960 la editorial Íkaros publicó la obra. Algunos meses más tarde obtuvo por To áxion estí el Primer Premio Nacional de Poesía. Durante el mismo periodo se publicaron los Seis y un remordimientos para el cielo (Έξι και Μία Τύψεις για τον Ουρανό). Entre marzo y junio de 1961 visitó los Estados Unidos por una invitación del gobierno. Al año siguiente, después de un viaje a Roma, visitó la Unión Soviética invitado con Andreas Embirikos y Giorgos Theotokás. La ruta que siguieron comprendía Odesa, Moscú, donde dio una conferencia, y Leningrado.
En 1964 comenzó la grabación de los poemas cantados de la obra To áxion estí por parte de Mikis Theodorakis, aunque la colaboración de Elytis con el compositor se remontaba a 1961. El oratorio de Theodorakis formó parte del Festival de Atenas y en un principio estaba previsto que fuese presentado en el teatro Irodio. Sin embargo, el Ministerio de la Presidencia se negó a ceder la sala, por lo que Elytis y Theodorakis retiraron la obra, para presentarla finalmente el 19 de octubre en el cine Rex.
En 1965 el rey Constantino II le otorgó la medalla de Taxiarjos del Fénix. Al año siguiente completó la recopilación de ensayos que constituirían las Cartas abiertas. Paralelamente realizó viajes a Sofía, invitado por la Unión de Escritores Búlgaros, y a Egipto. Después del golpe de Estado del 21 de abril de 1967, se alejó de las actividades oficiales dedicándose principalmente a la pintura y al arte del collage, mientras se negaba a las propuestas de recitar sus poemas en París a causa de la dictadura que dominaba controlaba Grecia. El 3 de mayo de 1969 abandonó Grecia y se trasladó a París, donde comenzó la redacción de la composición Luz del árbol (Φωτόδεντρο). Algunos meses más tarde visitó durante un tiempo Chipre; en 1971 regresó a Grecia y al año siguiente se negó a recibir el Gran Premio de Literatura que había decretado la dictadura. Tras la caída de esta, fue nombrado presidente del Consejo de Administración del Ε.Ι.Ρ.Τ. y miembro por segunda vez del Consejo de Administración del Teatro Nacional (1974-1977). El partido Nueva Democracia le ofreció una candidatura para el Parlamento, que rechazó permaneciendo fiel a su principio de no involucrarse activamente en política. En 1977 renunció también a su investidura como académico.

### El Premio Nobel
Durante los años que siguieron, continuó su polifacética obra intelectual. En 1978 fue honrado con un doctorado honoris causa en Filosofía por la Universidad Aristóteles de Salónica, y al año siguiente recibió el Premio Nobel de Literatura. La noticia del otorgamiento del premio por parte de la Academia Sueca se produjo el 18 de octubre; de acuerdo con la comunicación oficial, le fue concedido "por su poesía, que teniendo como fondo la tradición griega, pinta con fuerza sensible y creadora y sagacidad intelectual la lucha del hombre moderno por la libertad y la creación". Elytis estuvo presente en la ceremonia protocolar el 10 de diciembre de 1979. Al año siguiente depositó la medalla de oro y los diplomas del premio en el Museo Benaki. A la concesión del Nobel le siguieron distinciones honoríficas dentro y fuera de Grecia, entre las cuales se encuentran la concesión del Tributo del Honor en una sesión extraordinaria del Parlamento Griego, su investidura como Doctor honoris causa por la Sorbona, la creación de una cátedra de Estudios Neogriegos con el nombre de Cátedra Elytis en la Universidad Rutgers de Nueva Jersey, así como la concesión de la Medalla Benson de la Royal Society of Literature de Londres.
Murió en Atenas el 18 de marzo de 1996, a raíz de un infarto agudo de miocardio.

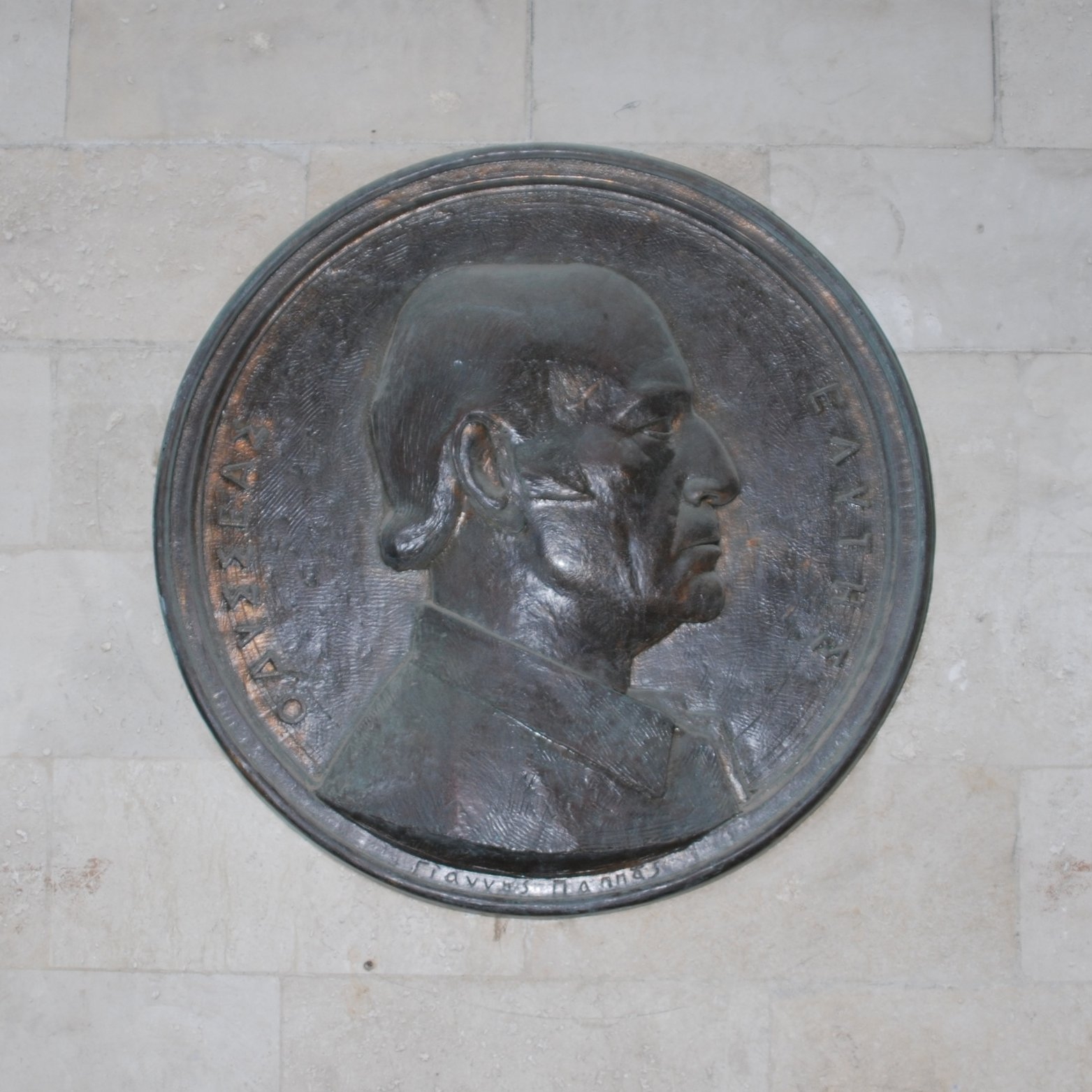
Placa conmemorativa de Odysséas Elýtis en la Logia Veneciana de Heraclión, en Creta.

## Obra
Odysseas Elytis constituyó uno de los últimos representantes de la generación literaria de los años 30, una de cuyas características fue el dilema ideológico entre de la tradición griega y el modernismo europeo. El propio Elytis caracterizó su propio lugar en esta generación como extraño, apuntando característicamente: "de una parte fui el último de una generación, que se preocupó por la fuentes de la Helenidad, y por otra parte fui el primero de otra que aceptaba las teorías revolucionarias de un movimiento moderno". Su obra ha estado unida al movimiento del surrealismo, aunque Elitis se diferenció pronto del surrealismo “ortodoxo” que seguían los poetas modernos, excepto Andreas Embirikos, Nikos Engonópulos o Nikólaos Kalas. Fue influenciado por el surrealismo y recibió prestado de él elementos, que sin embargo remodeló de acuerdo con su visión personal poética, unido sin fisuras con el elemento lírico y la tradición popular griega. Las influencias del surrealismo se distinguen fácilmente en sus dos primeras recopilaciones poéticas de Orientaciones (Προσανατολισμοί) (1940) y El sol primero (1943).
Una de sus cumbres creadores fue en el poema To axion estí (1959), obra con la cual Eyitis reclamó un puesto en la literatura nacional, ofreciendo simultáneamente una recopilación mitológica y una obra étnica. La crítica literaria subrayó su valor estético así como su completitud técnica. Su lenguaje fue alabado por la exactitud clásica de la frase mientras que su construcción rigurosa fue caracterizada como hazaña que “no deja vislumbrar en ningún sitió la pequeña violación de la expresión espontánea”. La característica “nacional” del To axion estí la subrayaron entre otros D. N. Maronítis y G. P. Savvídis, el cual en una de sus primeras críticas del poema afirmó que Elytis tenía derecho al adjetivo "nacional", equiparándose a la obra de Solomós, de Palamás y de Sikelianós.
La posterior marcha de Elytis fue más una vuelta hacia dentro, regresando a la sensualidad de su primera época y a lo que el propio poeta llamó expresión de una “metafísica de la luz": "Así la luz, que es el principio y el final de cada descubrimiento, del fenómeno, se manifiesta con el éxito de todo una más grande visibilidad, una perfecta trasparencia en el poema que permite mirar al mismo tiempo, dentro de la materia y dentro del alma”. De la misma belleza, pero también una de las obras más importantes de Elitis, se puede caracterizar el poema teatral María Nefeli (en griego Μαρία Νεφέλη) (1978), en el cual utilizó —por primera vez en su poesía— la técnica del collage.
Más allá de su obra poética, Elitis dejó ensayos importantes, recopilados en los tomos de Cartas Abiertas (1974) y En Lefkó (en griego Εν Λευκώ) (1992), así como notables traducciones de poetas europeos y autores teatrales.
Entre sus trabajos más importantes se pueden destacar:
- Prosanatolismoí (Προσανατολισμοί), 1940. (Orientaciones, trad. Ramón Irigoyen, Guadarrama, 1996).
- Asma iroikó ke pénthimo ya ton jameno anthipolochagó tis Alvanías (Ασμα ηρωικό και πένθιμο για τον χαμένο ανθυπολοχαγό της Αλβανίας), 1942. (Canto heroico y fúnebre por el subteniente caído en Albania, trad. Pedro Bádenas y otros, Ciudad Real, 1980).
- Ílios o prótos (Ήλιος ο πρώτος), 1943. (El sol primero, trad. José Antonio Moreno Jurado, Sevilla, 1980).
- To áxion estí (Το άξιον εστί), 1959. (Dignum est, trad. Jorge Páramo, Santafé de Bogotá, 1994; trad. Christian Carandell, Barcelona, 1980).
- O Ílios o iliátoras (Ο ήλιος ο ηλιάτορας, El Sol soberano), 1972.
- El adivino, 1973.
- María Neféli (Μαρία Νεφέλη), 1978. (Maria Nefeli. Poema escénico, trad. José Antonio Moreno Jurado, Madrid, 1990).

Escribió también ensayos como Papeles abiertos, 1974 o I mayiia tou Papadhiamandi (El encanto de Papadiamantis, 1976) y realizó numerosas traducciones.
La recopilación Dignum Est y otros poemas (Barcelona, 2008), tr. Cristián Carandell, recoge una muestra amplia de la trayectoria de Elytis, desde Orientaciones hasta De cerca.

## Traducciones

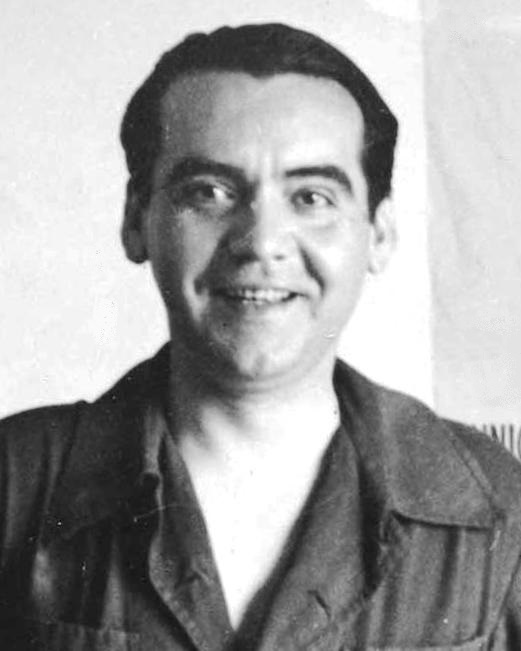
Elýtis tradujo algunos de los poemas del Romancero Gitano, de Federico García Lorca, escrito en 1928.

En 1945 y 1948, Elýtis tradujo algunos de los poemas del Romancero Gitano, de Federico García Lorca, escrito en 1928. Las traducciones se publicaron en las revistas Cuaderno (Τετράδιο) y en Nuevo Hogar (Νέα Εστία). Estos fueron musicalizados por Mikis Theodorakis en 1967 con el nombre original. En 1971, la cantante María Farantoúri y el guitarrista clásico John Williams, grabaron una versión titulada Theodorakis-Songs of Freedom. En 1981, Theodorakis presentó una segunda versión, ampliada para contralto, coro, guitarra solista y orquesta, que se presentó en la Komische Oper de Berlín bajo el nombre de Lorca. Hacia 1995 Theodorakis realizó una tercera versión, esta vez para guitarra y orquesta sinfónica, sin acompañamiento de voz; el guitarrista hace el papel de solista y comentarista, y el material melódico es ejecutado principalmente por la orquesta.